# Валери, Джоан
Джо́ан Ва́лери (англ. Joan Valerie, имя при рождении — Хе́лен Влаха́кис (греч. Ελένη Βλαχάκη, англ. Helen Vlahakis); 15 июля 1911, Райнелендер, Висконсин, США — 30 января 1983, Лонг-Бич, Калифорния, США) — греко-американская актриса театра и кино, известная, главным образом, по фильмам категории B. Снялась в более 40 кинолентах, однако её имя практически не указывалось в титрах.

## Биография

### Семья
Хелен Влахакис родилась в семье греческих иммигрантов Майкла и Мэри Влахакис. Имела сестру Кэтрин и братьев Питера, Уильяма, Теда и Криса.
Майкл Влахакис родился в 1875 году в горной деревушке Калаврита (сегодня — малый город) на Пелопоннесе (Греция). В 1895 году он вместе с другими членами своей большой семьи иммигрировал в США в поисках лучшей жизни. В течение следующих десяти лет Влахакис, как и многие иммигранты той эпохи, работал на железных дорогах на Западе США в штатах Аризона и Вайоминг. Накопив к 1905 году достаточно средств, он вернулся в родную деревню в Греции, женился и сразу же вернулся с супругой Марией (Мэри) в Соединённые Штаты. Пара поселилась в Чикаго (Иллинойс), где на оставшиеся сбережения открыла ресторан.
Несмотря на процветающий бизнес, Влахакисы, будучи выходцами из деревни, испытывали дискомфорт от жизни в большом городе. В 1912 году они продали ресторан и переехали в Нортвудс (Висконсин). В течение следующих шести лет они жили в Айронвуде (Мичиган), Хёрли и, наконец, Ашленде. В каждом из этих городов пара открывала собственный ресторан.
В 1914 году Уильям Влахакис, брат Майкла Влахакиса, также решил попытать счастья в Нортвудсе. Переехав в Райнелендер, он купил ресторан Rhinelander Café на улице Норт-Браун (заведение было открыто в 1911 году), однако умер во время эпидемии гриппа 1918 года. После его смерти Майкл и Мэри Влахакис переехали в Райнелендер и взяли на себя управление Rhinelander Café. Поселившись там насовсем, они вместе вели бизнес до 1953 года, когда эту роль взял на себя их сын Питер. Майкл Влахакис умер в 1955 году в возрасте 80 лет.
Спустя несколько лет после смерти Питера Влахакиса его сыновья продали Rhinelander Café. Сегодня заведение по-прежнему работает в центре города Райнелендер под названием Rhinelander Cafe & Pub.

### Ранние годы и образование
В 1928 году кинокомпания Rex Pictures начала съёмки фильма «Yukon Trails» в Райнелендере, которые проходили, в том числе, на Браун-стрит. В конце ноября на сцене местного театра состоялись пробы, в результате которых Влахакис получила главную женскую роль, а другие жители города — второстепенные роли. Начавшиеся сразу же съёмки завершились менее чем через месяц. Показ картины состоялся 27 декабря. По причине непрофессиональной игры большинства актёров фильм подвергся резкой критике. Исключением оказалась Влахакис, которая привлекла внимание создателей киноленты.
В 1931 году Влахакис окончила среднюю школу в Райнелендере. Летом того же года торговая палата города присудила ей титул «Мисс Райнелендер», и девушка отправилась на конкурс красоты «Мисс Висконсин», где с небольшим отставанием заняла второе место.
После конкурса красоты Влахакис поступила в Колледж Морнингсайд в Су-Сити (Айова), где начала изучать театральное искусство. Однажды актёр Лайл Тэлбот заметил её на одном из конкурсов и отобрал в качестве самой красивой учащейся Морнингсайда. Это заинтриговало Влахакис, и она переехала в Калифорнию, где начала работать в знаменитом театре Pasadena Playhouse, чтобы стать профессиональной актрисой.

### Карьера
Первой кинокомпанией, с которой Влахакис подписала контракт, была студия Warner Bros..
В 1935 году в свет вышел фильм «Fighting Youth» с участием Влахакис. Девушка изменила своё имя на менее этнически звучащее Хелен Валкис (англ. Helen Valkis), а затем на Джоан Валери.
В конце 1930-х годов Влахакис была замечена Дэррилом Ф. Зануком на сцене Pasadena Playhouse.
Умерла 30 января 1983 года после автомобильной аварии.

## Личная жизнь
Была дважды замужем: за актёром Грантом Ричардсом (1940—1942) и греческим продюсером Парисом Метусисом. В браке с Ричардсом имела дочь Джо-Эллен Роуз. Имела также сына Джорджа.

## Фильмография
- 1935 — Fighting Youth — студентка
- 1937 — Ready, Willing, and Able — телефонистка
- 1937 — Принц и нищий — Джейн Сеймур
- 1937 — The Cherokee Strip — Рут Валли
- 1937 — The Go Getter — секретарша Скиннера
- 1937 — Blazing Sixes — Барбара Морган
- 1937 — Talent Scout — Рут, секретарша
- 1937 — Confession — Ванда
- 1937 — It’s Love I’m After
- 1937 — Alcatraz Island — секретарша Дрейка
- 1937 — Missing Witnesses
- 1937 — Hollywood Hotel — девушка на премьере
- 1938 — Sergeant Murphy — Бесс Меррилл
- 1938 — The Old Barn Dance — Салли Доусон
- 1938 — Topa Topa — Маргарет Уэстон
- 1938 — A Trip to Paris — Маргарита Варлофф
- 1938 — Safety in Numbers — Тони Стюарт
- 1938 — Submarine Patrol — Энн
- 1938 — Road Demon — Джоан Роджерс
- 1938 — Kentucky — Люси Пембертон
- 1939 — Tail Spin — Санни
- 1939 — Day-Time Wife — миссис Декстер
- 1940 — The Man Who Wouldn’t Talk — мисс Нортон
- 1940 — Young as You Feel — Бонни Джонс
- 1940 — Free, Blonde and 21 — Вики
- 1940 — Lillian Russell — сестра Лилиан Рассел
- 1940 — Girl in 313 — Франсин Эдвардс
- 1940 — Pier 13 — Хелен Келли
- 1940 — The Great Profile
- 1940 — Charlie Chan at the Wax Museum — Лили Латимер
- 1940 — Murder Over New York — Джун Престон
- 1940 — Майкл Шейн, частный детектив — Марша Гордон
- 1940 — Jennie — Клара Шермер
- 1942 — Who Is Hope Schuyler? — Филлис Герни
- 1942 — Rio Rita — Дотти
- 1942 — Недалеко от Бродвея — Рита Дарлинг
- 1943 — Government Girl — мисс Джейн Маквикерс
- 1943 — Around the World — графиня Ольга
- 1947 — Lost Honeymoon — медсестра
- 1947 — Торгаши — секретарша в приемной
- 1948 — Three Daring Daughters
- 1949 — Any Number Can Play
- 1950 — The Skipper Surprised His Wife — медсестра
- 1950 — A Life of Her Own — гостья на вечеринке
- 1950 — Мистер 880 — кассир
- 1951 — Roaring City — Ирма Рэнд
- 1951 — Father Takes the Air — блондинка
- 1951 — Westward the Women
- 1952 — The Girl in White — медсестра Хансон
- 1953 — Mr. and Mrs. North — мисс Пеннингтон